# قابل
قابل  یا توانا (به هندی: काबिल؛ Kaabil؛ به انگلیسی: Capable) یک فیلم هندی-زبان در ژانر جرم و جنایت و درام، محصول سال ۲۰۱۷ به کارگردانی سانجی گوپتا ، نوشته شده توسط ویجی کومار میشرا و تولید شده توسط راکیش روشن در فیلم‌کرافت پروداکشنز است. این فیلم عشقی میان دو فرد نابینا را با بازی‌های هریتک روشن و یامی گوتام به تصویر کشیده است. موسیقی فیلم اثر راجیش روشن است. فیلمبرداری اصلی این فیلم در ۳۰ مارس ۲۰۱۶ آغاز شد و در ۲۵ ژانویه ۲۰۱۷ این فیلم منتشر شد.